# Protohermes yunnanensis
Protohermes yunnanensis är en insektsart som beskrevs av C.-k. Yang och Ding Yang 1988. Protohermes yunnanensis ingår i släktet Protohermes och familjen Corydalidae. Inga underarter finns listade i Catalogue of Life.